# Иван Найденов (футболист, р. 1981)
Вижте пояснителната страница за други личности с името Иван Найденов.
Иван Найденов е български футболист, полузащитник. Роден на 26 октомври 1981 г. във Варна. По време на кариерата си е играл за Феърплей (Варна), Славия (София), Дунав (Русе), Спартак (Варна) и кипърския Асил (Ларнака). Прекратява преждевременно кариерата си на 28 години през 2009 г., когато по време на двубой между Несебър и Спартак (Варна) получава тежка контузия и впоследствие губи единия си бъбрек.

## Кариера
На 13 години Иван Найденов започва да играе футбол в първата частна школа в България Феърплей (Варна), под ръководството на футболиста на Спартак (Варна) Иван Петров. На 17 влиза в първия отбор. Играе общо три сезона във В група, като през 2000 г. е носител на Купата на Аматьорската футболна лига.
През лятото на 2001 г. е продаден в Славия (София), но заради чести контузии не успява да се наложи сред титулярите на „белите“. Месеци след трансфера му, Найденов претърпява тежка операция на скъсан менискус и предни кръстни връзки, която го вади от терена за повече от година. По-късно отново ляга под ножа – този път му шият скъсано влакно на мускул. В крайна сметка за 5 сезона и половина записва 42 мача в А група.
През зимата на 2007 г. се завръща във Варна, обличайки екипа на Спартак (Варна). До края на кампанията записва 3 мача. Изиграва много силен следващ сезон 2007/08, в който отбелязва 9 гола в 25 мача за „соколите“.
През лятото на 2008 г. преминава в кипърския втородивизионен Асил (Ларнака), но след шест месеца се завръща в Спартак (Варна), където остава до злополучния 12 септември 2009 г. Тогава по време на двубой с Несебър от Източната Б група при единоборство за висока топка с Атанас Рибарски от състава на домакините, получава разкъсване на бъбрека. Впоследствие органът е премахнат в болницата в Бургас, а след като се възстановява Найденов слага край на кариерата си, посъветван от лекарите.

## Статистика по сезони
| Сезон    | Отбор          | Първенство             | Мачове | Голове |
| -------- | -------------- | ---------------------- | ------ | ------ |
| 1998/99  | Феърплей       | В група                | ?      | ?      |
| 1999/00  | Феърплей       | В група                | ?      | ?      |
| 2000/01  | Феърплей       | В група                | ?      | ?      |
| 2001/02  | Славия         | А група                | 14     | 0      |
| 2002/03  | Славия         | А група                | 3      | 0      |
| 2003/04  | Славия         | А група                | 15     | 0      |
| 2004/05  | Славия         | А група                | 0      | 0      |
| 2005/ес. | Дунав          | Б група                | 1      | 0      |
| 2006/пр. | Славия         | А група                | 3      | 0      |
| 2006/ес. | Славия         | А група                | 7      | 0      |
| 2007/пр. | Спартак (Вн)   | А група                | 3      | 0      |
| 2007/08  | Спартак (Вн)   | А група                | 25     | 9      |
| 2008/ес. | Асил (Ларнака) | Втора кипърска дивизия | ?      | ?      |
| 2009/пр. | Спартак (Вн)   | А група                | 13     | 1      |
| 2009/10  | Спартак (Вн)   | Б група                | 4      | 2      |